# Simeon bar Isaac
Simeon bar Isaac (* um 950; † 1015/1030 in Mainz) war ein jüdischer Talmudgelehrter und Pajtan, d. h. ein Dichter von Pijjutim, religiösen Gedichten, die im Gottesdienst vorgetragen oder gesungen werden.

## Leben
Simeon bar Isaac, genannt hagadol (der Große), war ein Zeitgenosse von Gerschom ben Jehuda in Mainz, hebräisch Magenza, während der Blüte jüdischer Kultur und Religion im 10. Jahrhundert. Er war Rabbiner und Leiter der dortigen jüdischen Gemeinde. Als Pajtan verfasste er den Lobpreis HaSchem Melech (HaSchem ist König), der bis heute im Schacharit am Fest Rosch ha-Schana gesungen wird.
In der aschkenasischen Version der Sage „Der jüdische Papst aus Mainz“ wird der Sohn Elchanan von Simon bar Isaac entführt, christlich erzogen und ausgebildet und wird schließlich Papst.